# Abd al-Qadir al-Gilani
ʿAbd al-Qādir al-Jīlānī (in arabo عبد القادر الجيلاني‎?; Amul, 1078 – Baghdad, 12 gennaio 1166) è stato un mistico musulmano ed è considerato uno dei padri del sufismo.
Fu il fondatore della confraternita, che da lui prende il nome di Qādiriyya.

## Biografia
Era un discendente dell'Ahl al-Bayt, figurando tra i suoi antenati ʿAlī ibn Abī Ṭālib e Fatima bint Muhammad. Suo padre, Abū Ṣāliḥ Jengi Dōst era un pronipote di al-Hasan ibn Ali mentre sua madre Haḍrat Fāṭima era una discendente di al-Husayn ibn Ali.
Nacque il 1 Ramaḍan del 470, equivalente al 1078, ad Amul, città del Tabaristan (oggi Mazandaran) nell'attuale Iran. Perse il padre in giovane età e quando ebbe 8-9 anni la madre lo mandò a Baghdad per studiare il Corano.

## Formazione
A quel tempo Baghdad era un importante centro culturale islamico. ʿAbd al-Qādir al-Jīlānī ricevette l'insegnamento dapprima dal qāḍī Abū Saʿd al-Mubārak al-Mukharrimī, poi da Abū Bakar ibn Muẓaffar, infine da Abū Muḥammad Jaʿfar. Per prepararsi al taṣawwuf e purificare il suo essere si recò nei deserti dell'Iraq e trascorse lunghi periodi in meditazione e in pratiche ascetiche, al fine di essere più vicino ad Allah.

## Morte
ʿAbd al-Qādir al-Jīlānī morì a Baghdad nella notte di sabato 8 Rabi' al-awwal 561 dell'Egira (che corrisponde al 12 gennaio 1166). Il suo corpo riposa nel santuario, sulla riva orientale del fiume Tigri, che fu anche la moschea in cui operava e scuola in cui insegnava i fondamenti dell'Islam. Grande mujtahid, è tuttora considerato il sufi più importante nel mondo dell'Islam, tanto che si trovano suoi seguaci in tutte le parti del mondo. Il festival Shaikh Jilani Urs è celebrato come gyarvi sharif nel subcontinente indiano e all'estero.